# Lake Argyle
Der Lake Argyle befindet sich ca. 70 km südlich der Kleinstadt Kununurra am Ostrand der Kimberley-Region im Bundesstaat Western Australia in Australien. Er ist, gemessen am Speicherraum, Australiens zweitgrößtes Süßwasser-Reservoir nach dem Lake Gordon/Lake-Pedder-System, und der größte Stausee, gemessen an der Wasseroberfläche. Der See ist normalerweise etwa 740 bis 1000 km² groß.

## Entstehung durch Staudammbau
Der Lake Argyle entstand 1971/1972 durch den Bau eines Staudamms am Fluss Ord River. Dieser ist auf dem Satellitenbild als dunkel-mäandrierende Linie sichtbar. Er fließt nach Norden und mündet schließlich in den Joseph-Bonaparte-Golf. Neben dem Ord River fließt auch der Bow River von Süden in den Stausee. Westlich des Stausees befinden sich die Sandstein-Formationen der Carr Boyd Ranges, auf der Ostseite niedrigere Hügel.
Der 1972 vollendete Staudamm ist ein Erdschüttdamm. Das Verhältnis zwischen dem Volumen des Staudamms zum Speicherraum des Sees ist das günstigste und effizienteste von allen Talsperren in Australien.
Die Speicherkapazität des Lake Argyle bis zum Überlauf an der Hochwasserentlastung beträgt 10.763 Mio. m³. 1973 war der Stausee erstmals gefüllt und blieb es bis 1984. Seitdem gab es zu wenig Niederschläge, um die Speicherkapazität voll zu nutzen. Der nutzbare Speicherraum ist 5797 Mio. m³. Bei Hochwasser kann der dann überlaufende Stausee 35.000 Mio. m³ fassen und eine Fläche von bis zu 2072 km² bedecken.

## Landschaft und Geologie

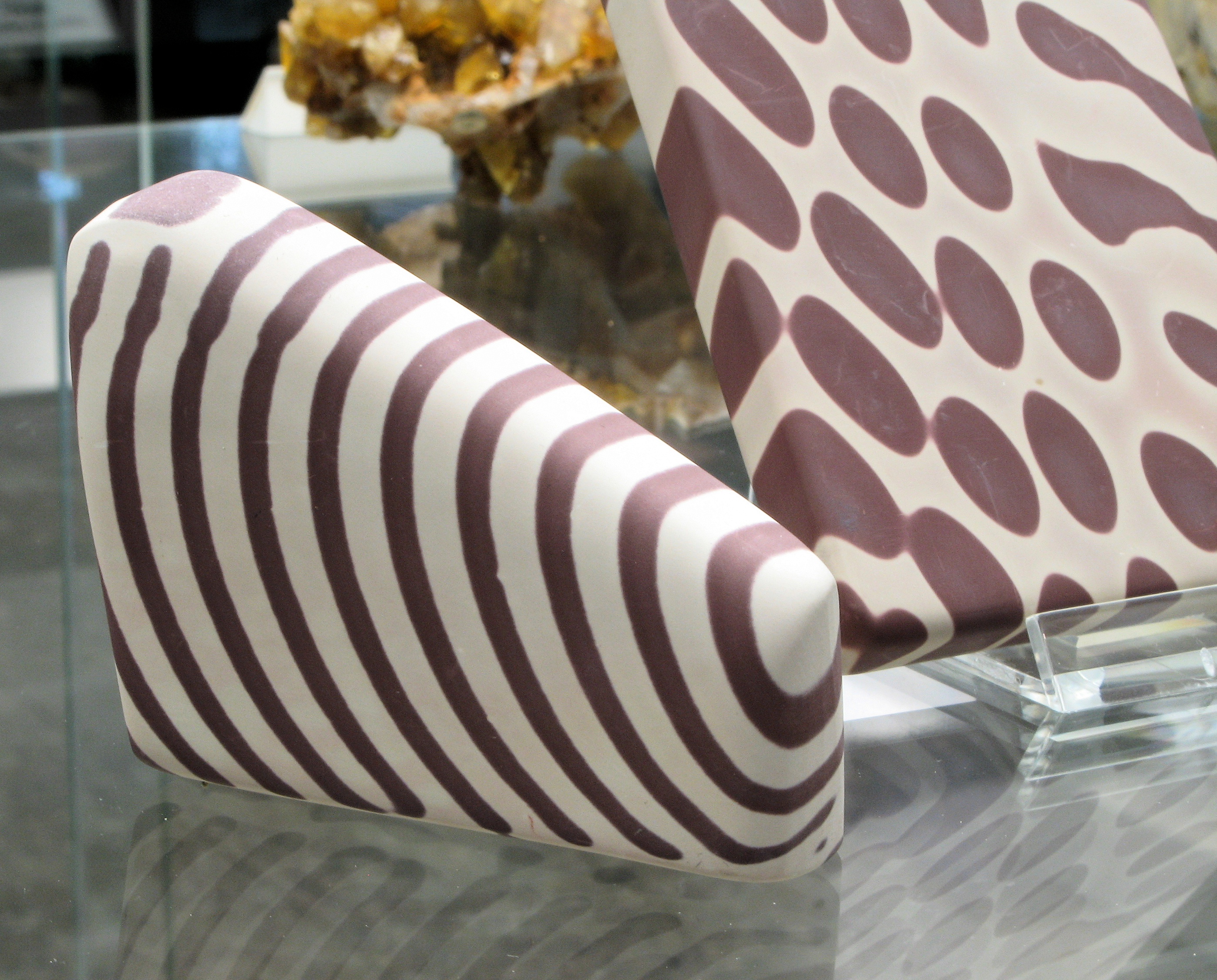
„Zebrastein“ aus Kimberly, Westaustralien – ausgestellt im GeoMuseum der Universität zu Köln

Der Aufstau des Ord River hat für die Umwelt größere Veränderungen gebracht. Der Abfluss im Ord River wurde merklich reduziert. Im Stausee hat sich ein neues gut gedeihendes Ökosystem entwickelt. Im See leben 26 Fischarten, die Population des Süßwasserkrokodils wird auf 25.000 geschätzt. Das Ansteigen des Wasserspiegels hat eine Reihe von Felsrücken in Inseln verwandelt. Dort kann man manchmal die Krokodile und eine Vielzahl von Vögeln sehen; über 265 Arten sind im Bereich des Lake Argyle dokumentiert, insbesondere in dem flachen Schwemmland am Südende, wo Ord River und Bow River zusammentreffen und ein gemeinsames Delta bilden.
Sandstein dominiert in den Carr Boyd Ranges. Eine geologische Besonderheit ist der Zebrastein, ein mikrokristalliner Sandstein mit Zebra-Streifenmuster, der weltweit nur an einer einzigen Stelle – der Halbinsel Miriuwung Gajerrong am Ostufer des Lake Argyle – vorkommt. Südlich von Kununurra gibt es eine Galerie, in der kunstgewerbliche Gegenstände aus diesem seltenen Gestein bearbeitet und verkauft werden.

## Wirtschaftliche Nutzung
Der Lake Argyle bildet zusammen mit dem 10 Jahre zuvor 55 km flussaufwärts durch den Ord River Diversion Dam entstandenen Lake Kununurra die Grundlage des Ord River-Bewässerungssystems (so genanntes ORIS = Ord River Irrigation Scheme). Damit werden etwa 150 km² Farmland in der Region der East Kimberleys bewässert; eine Erweiterung auf 700 km² ist seit 2008 in einer Aufbaustufe geplant.
Der Stausee dient zudem der Stromerzeugung. Am Fuße des Damms liegt die Ord Hydro Power Station, der größte Generator erneuerbarer Energien in Westaustralien. Das 1997 vollendete Wasserkraftwerk versorgt die Stadt Kununurra, Wyndham sowie die Argyle Diamond Mine am Südende des Sees. In dem Werk werden jährlich ca. 210 GWh Strom erzeugt.
Kommerziell gefangen wird Neoarius midgleyi (englisch Silver Cobbler genannt) aus der Familie der Kreuzwelse; der Fang beläuft sich auf ca. 20.000 kg pro Jahr. In den Jahren 1995–2005 gab es auch eine Barramundi-Zuchtfarm, die jährlich bis zu 50.000 Exemplare hervorbrachte. Dafür wurden die Larven aus Queensland eingeflogen, in Brutstätten außerhalb des Sees vorgezüchtet und zur 12-monatigen Reife in großen Käfigen in den See eingesetzt. Die Farm wurde im Juni 2005 geschlossen. Natürliche Barramundi-Bestände sind am Lake Argyle begrenzt, da diese Tiere Salzwasser benötigen und insoweit eher am unteren Ord River zu finden sind.

## Lake Argyle Village / Durack Homestead

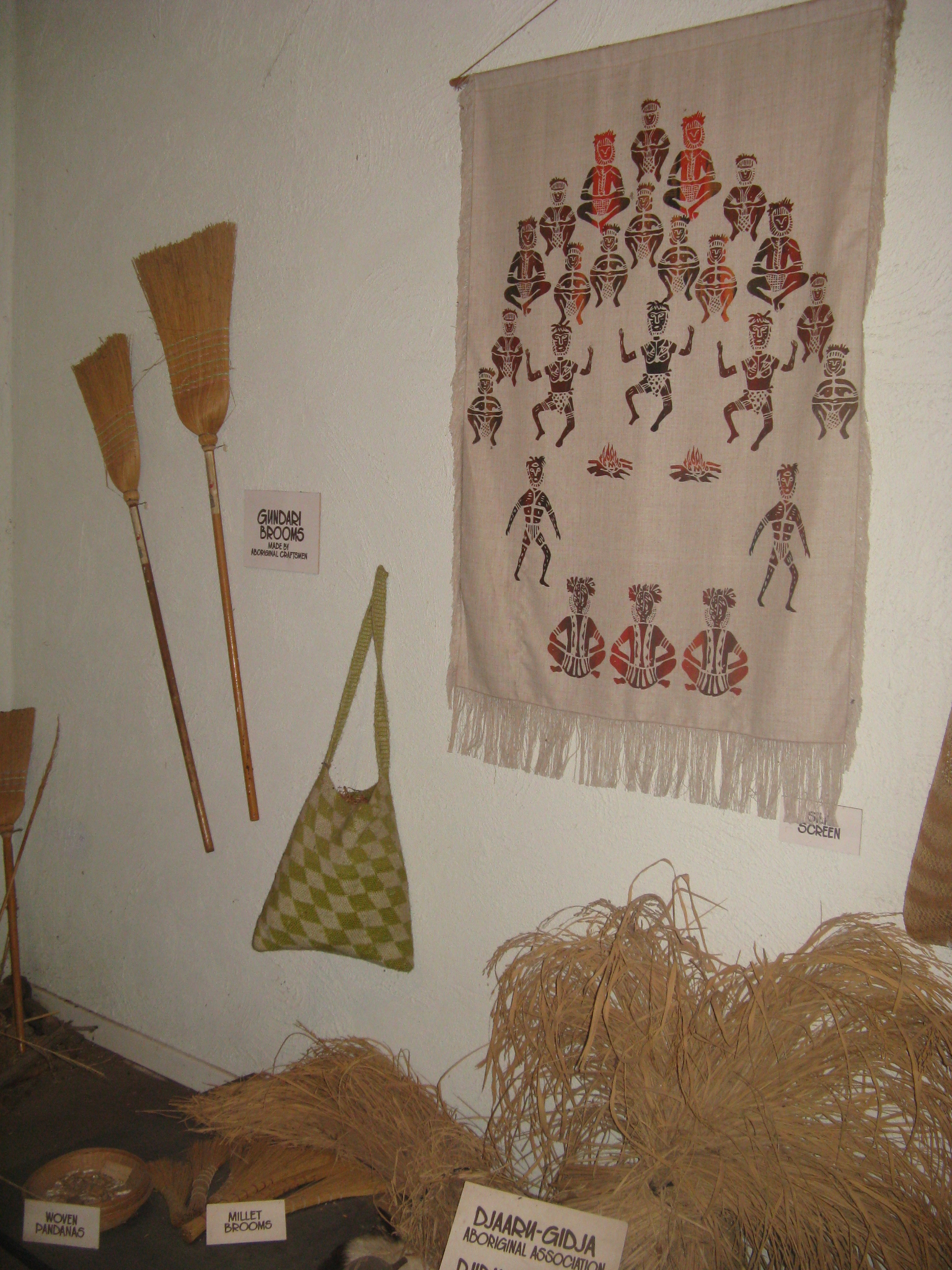
Aboriginal-Artefakte im Durack Homestead

Am Nordende nahe der Staumauer gibt es ein Motel mit Restaurant, Campingplatz und Caravan Park (Lake Argyle Village). Kurz hinter dem Touristenzentrum erreicht man einen Parkplatz mit Aussicht auf den Ord River Dam und einen kleinen Teil des Stausees, der indes nur rd. 0,5 % der gesamten Wasseroberfläche ausmacht (Lake Argyle Lookout).
Dieses Gebiet wurde erstmals 1882 von Patrick Durack, einem irischen Immigranten und Pionier der westaustralischen Rinderzucht, besiedelt. Von seiner vormaligen Farm in West-Queensland trieb er mehr als 7000 Rinder und 200 Pferde in die Kimberleys. Dieser drei Jahre dauernde Viehtrieb war der längste und umfangreichste, der jemals in Australien versucht worden war. Der namensgebende Original-Landsitz der Familie (Argyle Downs, 1895 erbaut) wurde bei der Flutung 1971 abgetragen und oberhalb des Sees wiederaufgebaut.
Er war von Patrick Duracks Enkelin Mary, Autorin der autobiographischen Familien-Saga Kings in Grass Castles (1959), bis zu ihrem Tode 1994 bewohnt und ist heute als Museum (Durack Homestead) erhalten. Zwei Räume sind der Familiengeschichte gewidmet, ein weiterer enthält Aboriginal-Artefakte und ein letzter Ausrüstungsgegenstände der Viehtreiber.
Im Garten befinden sich die Gräber der Familienmitglieder mit Gedenksteinen und Inschriften.

## Argyle-Diamantenmine

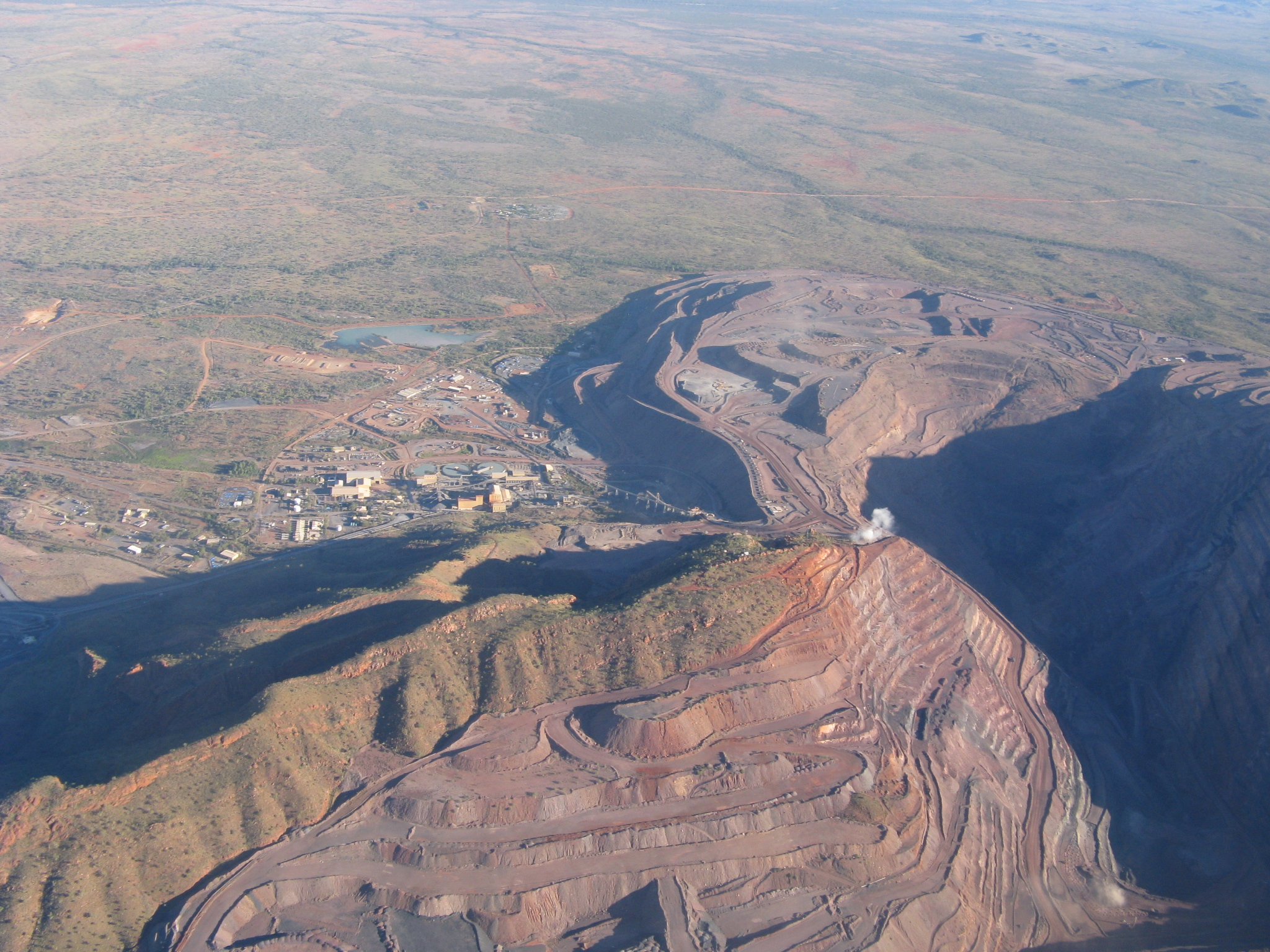
Die Argyle Diamond Mine aus der Luft

Die Argyle-Diamantenmine landeinwärts am Südende des Sees ist einer der weltweit größten Diamantenproduzenten; jährlich werden ca. 20 Mio. Karat abgebaut.
1979 wurden von der Bergbaugesellschaft CRA Ltd. (heute Rio Tinto Group) Diamanten am Smoke Creek gefunden. Der Fund wurde zunächst geheim gehalten, da noch die heute nicht mehr existierende Afro-West Mining Ltd. die Abbaurechte in dem Gebiet besaß. CRA wartete mit der Offenlegung bis 1983, als diese ausgelaufen waren. 1985 wurde mit dem Abbau begonnen; seither wurden 760 Mio. Karat zu Tage gefördert. Insbesondere ist die Argyle Diamond Mine für ihren auffallenden rosa Diamanten bekannt, der bis zum 20-fachen des Preises eines weißen Diamanten vergleichbarer Größe erzielen kann. Geschliffen und verarbeitet werden die Rohdiamanten in Perth und in Indien.
Aus Perth wurden früher auch die Arbeitskräfte eingeflogen; nunmehr (Stand 2010) stammen jedoch 80 % aus der Region, ca. 50 % sind Aborigines. Durch diesen Schritt ist die Argyle Diamond Mine zu einem wichtigen Arbeitgeber der östlichen Kimberleys avanciert. Im Rahmen gebuchter Führungen kann die Diamantenmine auch von Touristen besichtigt werden.
Am Limestone Creek ca. 30 km entfernt gab es zwischen 1988 und 2005 eine zweite Diamantenmine, die Bow-River-Diamantenmine. Die Mine, die 100 Arbeitskräfte beschäftigte, baute jährlich 1 Mio. Karat Diamanten ab.

## Infrastruktur

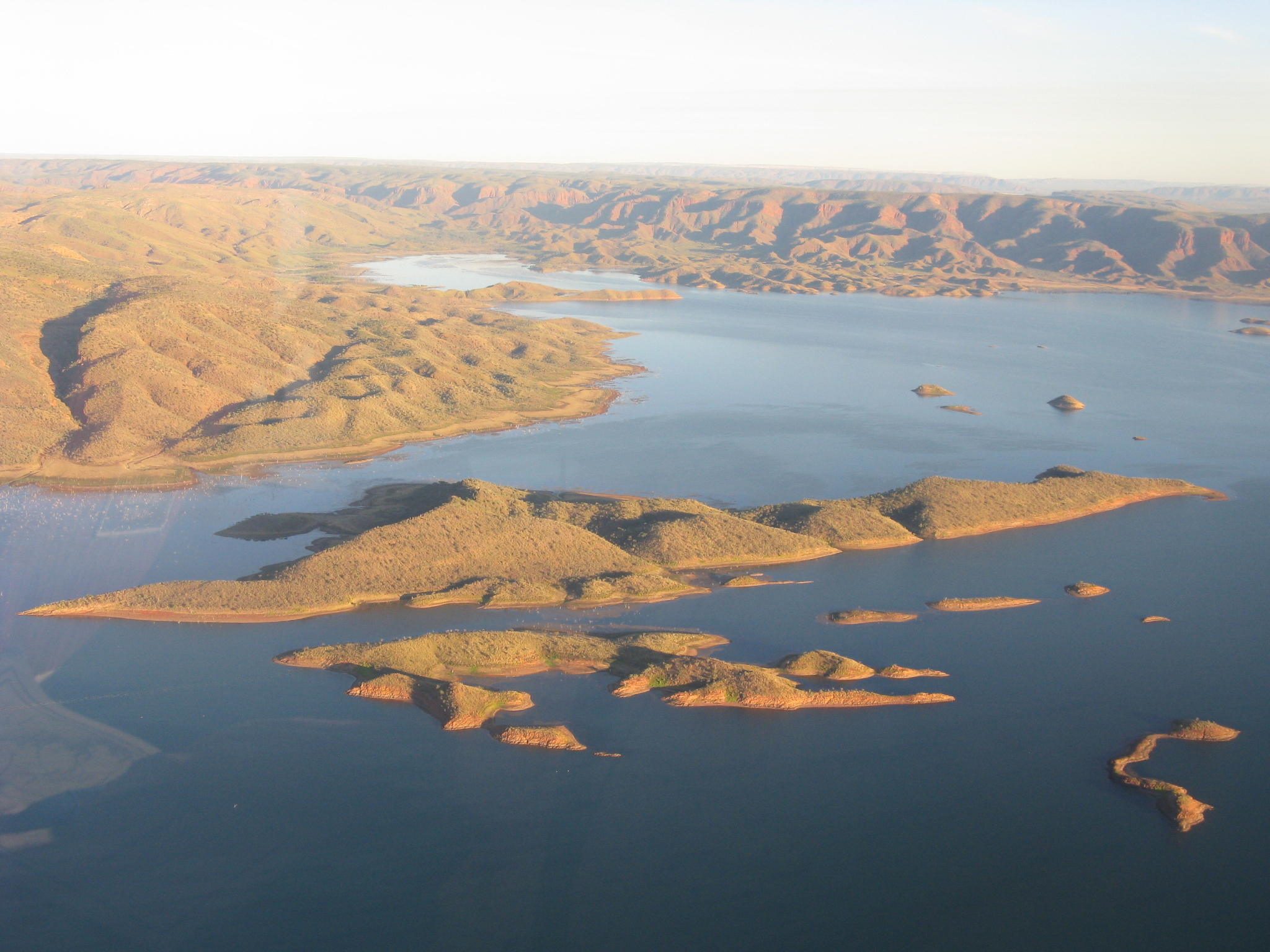
Lake Argyle aus der Luft

Die Staumauer und das Lake Argyle Village / Durack Homestead sind auf asphaltierter Straße vom Victoria Highway (Abzweig östlich von Kununurra) anfahrbar.
Im Übrigen verlaufen keine Straßen und Wege um die Ufer des Sees; die parallel verlaufenden Fernverkehrs-Trassen des (Great Northern Highway westlich und der Duncan Road östlich) sind 35–50 km entfernt, ohne dass Zugänge zum See abzweigen.
Die Argyle Diamond Mine verfügt über einen eigenen Flughafen für Kleinflugzeuge. Es gibt auch eine Zufahrt auf unasphaltiertem Track vom Great Northern Highway, der den Arbeitskräften vorbehalten ist, die im Argyle Village wohnen.
Am Nordende des Sees verkehren vom Lake Argyle Village aus touristische Ausflugsboote.
Die Dimensionen des Lake Argyle sind am besten von einem Überflug aus der Luft zu erkennen, beispielsweise auf der touristischen Flugroute von Kununurra in den Purnululu National Park.